# Victor Ilie
Victor Ilie (n. 31 iulie 1982, Brașov, România) este un deputat român, ales în 2020 din partea USR. 

## Educație
În 2001 a absolvit Colegiul Național Economic Andrei Bârseanu din Brașov. 
Este licențiat al facultății de Drept din cadrul Universității Transilvania (2005). În cadrul aceleiași universități a absolvit programul de masterat în Drept Comunitar al Afacerilor (2007).

## Activitate profesională
Între 2006 și 2014, Victor Ilie a fost avocat în cadrul unei firme prestigioase locale iar, din 2014 activează în cadrul propriului cabinet de avocat.

## Activitate politică
Victor Ilie este membru fondator al Filialei Brașov a USR (2016). A fost președinte al Filialei Locale USR Brașov în perioada septembrie 2018 - august 2019 și vicepreședinte al aceleiași filiale din august 2019 până în ianuarie 2021.
A candidat din partea Alianței USRPLUS la alegerile locale din 2020, obținând astfel un loc în Consiliu Local. 
În decembrie 2020 a fost ales deputat al Alianței USRPLUS. Face parte din comisia pentru buget, finanțe și bănci.